# Brigitte Massin
Pour les articles homonymes, voir Massin.
Brigitte Massin, née Toulemonde le 21 juillet 1927 et morte le 5 octobre 2002, est une musicologue et journaliste française.
Avec son époux Jean Massin, elle a publié de nombreux ouvrages sur la musique. Elle est la mère de Béatrice Massin, spécialiste de la danse baroque.

## Biographie
Brigitte Massin naît le 21 juillet 1927 à Roubaix. Devenue critique musicale, elle rédige des articles sur la musique. Elle a notamment rédigé d'importants ouvrages biographiques sur des compositeurs classiques et romantiques. Elle était spécialiste de Franz Schubert, de Wolfgang Amadeus Mozart et de Ludwig van Beethoven.
L'Académie française lui décerne le prix Alfred-Verdaguer en 1978.
Elle a écrit dans les colonnes du Matin de Paris, puis dans celles du Républicain lorrain. Elle collaborait également à France Culture et France Musique.
Depuis les années 1980, elle était membre du Syndicat professionnel de la critique théâtrale et musicale, dont elle fut vice-présidente pour la musique. Elle a aussi été présidente de l'association Presse musicale internationale.
Elle a été membre du comité d'honneur de la Maison internationale des poètes et des écrivains de Saint-Malo.
Elle meurt le 5 octobre 2002,.

## Publications

### En collaboration avec Jean Massin
- Ludwig van Beethoven, Paris, Fayard, coll. « Bibliothèque des grands musiciens », 1955, 845 p. (ISBN 978-2-213-00348-1)
- Wolfgang Amadeus Mozart, Paris, Fayard, coll. « Les indispensables de la musique », 1959, 1990 (édition revue et augmentée), 1293 p. (ISBN 978-2-213-00309-2 et 978-2213025483)
- Recherche de Beethoven, Paris, Fayard, 1970, 379 p.
- Histoire de la musique : de Monteverdi à Varése 1600/1945 (3 tomes), Paris, Messidor, 1977, 945 p.
- Histoire de la musique occidentale, Paris, Fayard, coll. « Les indispensables de la musique », 1987, 1312 p. (ISBN 978-2-213-02032-7)

### Autres ouvrages
- Franz Schubert, Paris, Fayard, coll. « Les indispensables de la musique », 1977, 1993 (nouvelle édition revue et corrigée), 1005 p. (ISBN 978-2-213-02503-2)
- Olivier Messiaen : Une poétique du merveilleux, Paris, Alinéa, coll. « De la musique », 1989, 232 p. (ISBN 978-2-904631-77-1)
- Mozart : le bonheur de l'Europe, Paris, Plon, 1991, 190 p. (ISBN 978-2-259-02459-4)
- Guide des opéras de Mozart, Paris, Fayard, 1991, 1005 p. (ISBN 978-2-213-02503-2)
- Les Joachim : Une famille de musiciens, Paris, Fayard, 1999, 449 p. (ISBN 978-2-213-60418-3)